# Český svaz ochránců přírody
Český svaz ochránců přírody (ČSOP) je nevládní nezisková organizace zabývající se ochranou přírody a krajiny. Organizace byla založena 11. září 1979. 5. června 1988 byl ČSOP zapsán na čestnou listinu Programu OSN pro životní prostředí UNEP "Global 500" za "vynikající výsledky v práci při ochraně a zlepšování životního prostředí". V roce 2004 obdržel Cenu ministra životního prostředí za své programy Místo pro přírodu (podpora vzniku a rozvoje pozemkových spolků) a Národní síť záchranných stanic pro handicapované živočichy. V současné době[kdy?] má téměř 8000 členů.

## Činnost ČSOP
Členové tohoto občanského sdružení:
- pečují o přírodně cenná území,
- snaží se o zachování druhového bohatství živočichů a rostlin na území České republiky,
- pečují o zraněné a jinak handicapované živočichy,
- provádí přírodovědné průzkumy a mapování,
- pracují s dětmi a mládeží, vzdělávají a provádí osvětu veřejnosti,
- účastní se rozhodování ve správních řízeních,
- podílí se na ochraně kulturních památek atd.

## Celostátní programy a kampaně
- Národní program pozemkových spolků
- Národní program Ochrana biodiverzity
- Národní síť záchranných stanic
- Národní program Ekocentra ČSOP
- kampaň Živá zahrada
- kampaň Setkání s přírodou
- veřejná sbírka Místo pro přírodu
- veřejná sbírka Zvíře v nouzi
- oddíly Mladých ochránců přírody

## Struktura ČSOP
V době svého vzniku byla organizační struktura ČSOP budována jeho třístupňová: základní organizace - okresní (městský) výbor - ústřední výbor. Po roce 1989 byly zrušeny okresní a městské výbory ČSOP coby střední řídící článek, čímž se struktura změnila na dvoustupňovou.
Nejvyšším orgánem ČSOP je Sněm (do roku 1991 Sjezd ČSOP). V současné době[kdy?] se Sněm schází jednou za 3 roky.
Výkonným orgánem ČSOP na celostátní úrovni je Ústřední výkonná rada ČSOP (do roku 1991 Ústřední výbor ČSOP). V čele ČSOP stojí předseda ČSOP a výkonný místopředseda ČSOP. Kontrolní funkci zastává Ústřední kontrolní a revizní komise. Všechny tyto orgány jsou v současné době[kdy?] voleny Sněmem ČSOP na období 3 let a funkce v nich jsou dobrovolné.
Profesionální zázení ČSOP tvoří Kancelář ÚVR ČSOP, sídlící v Praze-Michli.
Většina členů ČSOP je sdružena v základních organizacích, několik set členů je registrováno přímo při Ústřední výkonné radě ČSOP.

### Základní organizace
Základní organizace ČSOP působí po celé republice, v současné době jich je cca 350. Jsou rozdílné velikosti (od 5 až po několik set členů) i zaměření (základní organizace specializované na jednu činnost, například péče o cennou lokalitu, ochrana konkrétního druhu nebo provozování oddílu Mladých ochránců přírody, stejně jako základní organizace zabývající se širokou škálou činností od praktické ochrany přírody přes ekologickou výchovu až po účast ve správních řízeních). Většina ZO a jejich členů pracuje na dobrovolné bázi, některé ZO mají však i své profesionální aktivity a své zaměstnance.
Základní organizace ČSOP mají právní subjektivitu, odvozenou ze stanov ČSOP (každá ZO může samostatně vykonávat právní úkony a vstupovat do právních vztahů).

### Oddělení MOP a soudní proces
V roce 2012 došlo k vyhrocení sporů mezi mateřskou ČSOP a vedením organizace SMOP (Sdružení mladých ochránců přírody ČSOP). Vedení SMOP odstoupilo a s veškerým majetkem přešlo do organizace MOP (Mladí ochránci přírody), kterou mělo pro tento účel založenou od roku 2010. Následně ČSOP podal žalobu na MOP, která se týká uvedeného kroku. V soudním sporu šlo o zhruba sedm milionů korun, které byly na pozastaveném účtu MOP.
ČSOP Sdružení Mladých ochránců přírody (IČ: 496 29 212) vstoupilo v roce 2012 do likvidace
a zaniklo. V roce 2014 byl zapsán pobočný spolek Sdružení mladých ochránců přírody Českého svazu ochránců přírody (IČ: 227 43 731)
a spolek Mladí ochránci přírody, nyní Mladí ochránci přírody, z. s. (IČ: 228 75 352)
Část dětských oddílů zůstala pod ČSOP (takzvaní mopíci, SMOP),
část přešla k MOP (domény emop, ekosoutěže.cz).

## Mezinárodní spolupráce
ČSOP je členem IUCN (Mezinárodního svazu ochrany přírody) a zakládajícím členem Českého národního komitétu Programu OSN pro životní prostředí.

## Tiskoviny
- Časopis Krása našeho domova (vychází 2× ročně, vydává Ústřední výkonná rada ČSOP)
- Časopis Veronica (vychází 6× ročně, vydává ZO ČSOP Veronica Brno)
- časopis Naší přírodou (měsíčník vydávaný ústředním výborem ČSOP v letech 1981 až 1991)
- časopis Nika (v 80. letech 20. století byl vydáván pražským městským výborem ČSOP, poté několik let specializovanou ZO ČSOP Nika, v současné době vychází mimo ČSOP)
- Depeše ČSOP (vychází nepravidelně, vydává Ústřední výkonná rada ČSOP)
- Metodická řada ČSOP (zatím 35 svazků - mimo jiné péče o zeleň, ochrana obojživelníků, ochrana vážek, podpora hnízdních možností ptáků… - různí vydavatelé)
- Miniprůvodce po lokalitách vykoupených v rámci kampaně Místo pro přírodu (zatím 7 letáků - vydává Ústřední výkonná rada ČSOP)
- a řada regionálních publikací a propagačních materiálů